# Font de Gaume
A Font-de-Gaume barlang egy Eyzies-de-Tayacban (Dordogne, Franciaország), a Vézère völgyében található, őskori emlék. A Lascaux-i és Altamira-barlangok bezárása után az egyetlen nagyközönség számára is látogatható többárnyalatos barlangrajzokat tartalmazó barlang.

## Felfedezése
1901-ben Denys Peyrony, eyzies-i tanító talált először az amúgy már ismert barlangban néhány vésetet. Sajnos, eddigre már több graffiti is keletkezett a leleteken. 1910-ben Henri Breuil több itteni barlangrajzról pasztellrajz másolatot készített, amelyek meghozták a barlang számára a nemzetközi ismertséget.

## Értékei
A Fonte-de-Gaume a felső kőkortól egészen a bronzkorig lakott volt. A legértékesebb leletek azonban a magdaléni korhoz kötődő többszínű barlangrajzai, amelyek többek különböző állatok nagyrészt élethű mását jelentik. A festményekben dominál a barnás szín, mivel kimutatható hogy az ősemberek nagy mennyiségben okkert használtak az alkotások elkészítéséhez. A barlangban továbbá nagy számú csiszolt kvarceszköz is előkerült.

## Külső hivatkozások
A Vézère-völgyi őskori leletek oldala (franciául)
- Fiche technique (PDF) des Monuments Nationaux sur la Grotte de Font de Gaume
- Photo du site du Ministère de la Culture